# Eurovisión (red)
Eurovisión, internacionalmente Eurovision, es una red de distribución de televisión. Fundada en 1954 en Ginebra (Suiza), forma parte de la Unión Europea de Radiodifusión. Su finalidad es el intercambio y cooperación internacional para producir y difundir programas de televisión culturales, deportivos e informativos. También cuenta con una red análoga dedicada a la radiodifusión denominada Euroradio. Pese a su denominación, Eurovisión ni la UER están vinculadas con la Unión Europea, ni tampoco están financiadas por esta.

## Área de difusión

Logotipo actual de la red Eurovisión

El área de difusión de la red Eurovisión incluye todo el Área de Radiodifusión Europea. Actualmente 73 organizaciones de radiodifusión de televisión ubicadas en 56 países de Europa, cuenca del Mediterráneo (Norte de África) y Asia Occidental. Además hay otros 45 organismos de radiodifusión asociados en otros 25 países de todos los continentes.
Para cubrir sus necesidades operativas, Eurovisión cuenta con tres centros de coordinación situados en Ginebra (Suiza), Washington D. C. (Estados Unidos) y Singapur. Así mismo cuenta con sedes en Pekín (China), Dubái (Emiratos Árabes Unidos), Madrid (España) y Nueva York (Estados Unidos).

## Contenidos

Logotipo del Festival de la Canción de Eurovisión

## Historia
El antecedente de Eurovisión lo constituye la fundación, en 1925, de la IBU (International Broadcasting Union) en Ginebra (Suiza). Tras la finalización de la Segunda Guerra Mundial, en un contexto dominado por la Guerra Fría, en 1950 se funda en Europa Occidental la EBU (European Broadcasting Union) y en Europa Oriental la OIRT (International Radio and Television Network). Surgida a instancia de la EBU se funda Eurovisión como una red de difusión de contenidos televisivos entre los países miembros. Su primera transmisión oficial tuvo lugar el 6 de junio de 1954, con motivo del Festival Narciso en Montreux (Suiza), que se pudo ver en Bélgica, Dinamarca, Francia, República Federal Alemana, Suiza y Reino Unido. A la semana, empezó a transmitir los encuentros correspondientes a la Copa del Mundo disputada durante el mes.
El 24 de mayo de 1956, en Lugano (Suiza), se emitió por primera vez el Festival de la Canción de Eurovisión. Este concurso internacional, de periodicidad anual, fue organizado con la intención de dar a conocer la existencia de la red Eurovisión y en su primera edición se emitió en diez países. La primera ganadora del concurso fue Lys Assia con la canción «Refrain», representando a Suiza, que ejercía de país anfitrión.
El 23 de julio de 1962 tuvo lugar la primera transmisión por vía satélite entre Norteamérica y Europa. Fue una emisión de apenas 20 minutos utilizando el satélite Telstar que apenas tenía capacidad para emitir durante 150 minutos al día, ya que solo podía estar operativo en el rango en que fuera visible a ambos lados del Atlántico.
En la 30ª edición del Festival de la Canción de Eurovisión, celebrada en Gotemburgo (Suecia) el 4 de mayo de 1985, se inauguraron las emisiones por satélite para todos los miembros pertenecientes a la red Eurovisión. Las ganadoras de esta edición fueron el dúo noruego Bobbysocks con la canción «La Det Swinge».
El 15 de mayo de 2000, la edición anual del Festival de la Canción de Eurovisión fue transmitido por primera vez en streaming vía internet permitiendo el acceso a una audiencia global, especialmente en países de Asia.
El 1 de enero de 2003, Eurovisión implementó una red de fibra óptica a nivel planetario, denominada Eurovision FiNE, para que complementara la red satelital. Inicialmente se conectaban por esta red los centros de Fráncfort (Alemania), Roma (Italia), París (Francia) y Londres (Reino Unido).
El 30 de abril de 2014 se lanza la aplicación para dispositivos móviles Eurovision Sports donde se emiten retransmisiones deportivas, noticias, titulares y permite la interacción. El 13 de julio del mismo año, Eurovision se encargó de la transmisión de la Copa del Mundo celebrada en Brasil en ultra-alta resolución de 4k.
Con la ampliación de su capacidad por vía satélite, el 17 de febrero de 2016, Eurovisión alcanza la cobertura completa al continente africano y su presencia en nivel global en los cinco continentes.

## Identidad
Las transmisiones de televisión de Eurovisión suelen incluir, antes del inicio, una breve pieza audiovisual donde se muestra la identidad corporativa de la red acompañado por el tema de apertura del «Te Deum» de Marc-Antoine Charpentier. Una vez finalizada la transmisión se vuelve a emitir esa pieza audiovisual anunciando el final y sirviendo como señal para proceder a la desconexión de la red por parte de los técnicos del país que ha emitido el programa. Popularmente, los momentos más conocidos es antes y después del Festival de la Canción de Eurovisión y del Concierto de Año Nuevo de Viena.
Sin embargo, la mayoría de las transmisiones realizadas, tales como eventos deportivos internacionales como los Juegos Olímpicos, no están identificados y por lo tanto el público en general es inconsciente de la participación de Eurovisión.